# Katherine Esau
Katherine Esau (Dnipro, 3 aprile 1898 – Santa Barbara, 4 giugno 1997) è stata una botanica tedesca naturalizzata statunitense.

## Biografia
Nata nel 1898 in una famiglia mennonita nell'Impero Russo (odierna Ucraina), cominciò a studiare agraria a Mosca nel 1916, ma tornò in patria dopo la Rivoluzione d'ottobre. La famiglia Esau si rifugiò a Berlino nel 1919, dove Katherine si formò con Friedrich Aereboe ed Erwin Baur. Nel 1922 gli Esau si trasferirono a Reedley, in California, dove Katherine cominciò a studiare le barbabietole da zucchero nel 1923. Cinque anni più tardi riprese gli studi universitari all'Università della California, Davis, per poi ottenere il dottorato di ricerca dall'Università della California Berkeley nel 1932. Successivamente insegnò alla Davis dal 1932 al 1963 e poi all'Università della California - Santa Barbara.
Pioniera della fitotomia, pubblicò studi autorevoli sugli effetti provocati dai virus sulle piante, a livello sia istologico che citologico. A partire degli anni sessanta l'utilizzo del microscopio elettronico la spinse a concentrarsi sul floema, argomento di cui si occupò nelle sue ricerche condotte con Vernon I. Cheadle a Santa Barbara a partire dai primi anni sessanta. Proseguì con la sua attivià scientifica fino agli anni novanta, pubblicando centosessantadue articoli scientifici e sei monografie.
Nel 1949 fu eletta membro dell'American Academy of Arts and Sciences, mentre nel 1951 divenne presidente della Botanical Society of America. Nel 1957 fu la sesta donna a diventare membro dell'Accademia nazionale delle scienze, mentre nel 1964 divenne membro dell'American Philosophical Society. Nel 1989 fu insignita della National Medal of Science.
Morì a Santa Barbara nel 1997 all'età di novantanove anni.